# بنوانتور د پریه
بنوانتور د پریه (به فرانسوی: Bonaventure Des Périers) شاعر قرن شانزدهم میلادی اهل فرانسه است.